# Anders Ahlgren
Anders Oscar Ahlgren (Malmö, Escània, 12 de febrer de 1888 - Malmö, 27 de desembre de 1976) va ser un lluitador suec que va competir a començaments del segle xx.
El 1912 va prendre part en els Jocs Olímpics d'Estocolm, on guanyà la medalla de plata de la categoria del pes semipesant de lluita grecoromana. En la final, contra Ivar Böhling, i 9 hores de combat els jutges van decidir donar-lo per finalitzat amb empat, sent concedida la medalla de plata als dos lluitadors.
El 1913 es proclamà campió del món i fou segon el 1911 i 1922.